# Metropolitana di Berlino
La metropolitana di Berlino (in tedesco: U-Bahn Berlin) costituisce, insieme alla S-Bahn, il servizio ferroviario urbano della capitale tedesca (esteso per 482 km), e costituisce, con la stessa S-Bahn e con i sistemi di trasporto MetroBus e MetroTram, la cosiddetta Schnellbahnnetz (rete ferroviaria veloce), ossatura del trasporto pubblico berlinese gestito dalla compagnia BVG (esclusa la S-Bahn).

## Caratteristiche
La metropolitana berlinese è totalmente compresa nell'ambito del territorio comunale di Berlino, pur servendo tuttavia, con una fermata a poche decine di metri dal confine, la località di Hönow, frazione del comune di Hoppegarten.
A differenza di molte metropolitane del mondo, ha la caratteristica di avere lunghi tratti in superficie o in viadotto, non solo in periferia ma anche in aree centrali (come ad esempio il celebre Oberbaumbrücke, la Schönhauser Allee o l'attraversamento del quartiere di Kreuzberg).
La metropolitana di Berlino è alimentata con un sistema a terza rotaia.

## Storia

### Dalle origini alla prima guerra mondiale
I lavori di costruzione della metropolitana iniziarono nel 1896; i motivi per dotare la città di un nuovo mezzo di trasporto consistevano nella necessità di servire adeguatamente le aree commerciali del Neuer Westen e di Potsdamer Platz, non servite dalla ferrovia urbana (la Stadtbahn); la metropolitana era vista anche come mezzo per sviluppare l'industria tedesca (la prima linea fu realizzata dalla Siemens & Halske).
La prima tratta a entrare in esercizio, nel 1902, congiungeva Potsdamer Platz con Stralauer Thor.
L'intera tratta (esclusa la stazione di Potsdamer Platz) era sopraelevata su viadotti in ferro (Hochbahn) e attraversava l'odierno quartiere di Kreuzberg, divenendone un elemento caratteristico.
Nel corso del 1902 furono attivate alcune estensioni: una breve, da Stralauer Thor a Warschauer Brücke; una più lunga, dal Gleisdreieck alla stazione di Knie. Quest'ultima tratta, diretta verso l'elegante città di Charlottenburg, era parzialmente sotterranea.
La linea fu ulteriormente estesa negli anni successivi; nel 1910 anche la città confinante di Schöneberg decise di dotarsi di una metropolitana, realizzando una propria linea (l'attuale U4) collegata alla rete berlinese a Nollendorfplatz; la linea di Schöneberg, a differenza di quella berlinese, era di progettazione e proprietà comunale, anziché privata.
Allo scoppio della prima guerra mondiale, la rete era così composta:
- I Nordring[N 4] ↔ Wilhelmplatz[N 5]
- II (Nordring -) Alexanderplatz ↔ Fehrbelliner Platz
- III Gleisdreieck ↔ Warschauer Brücke[N 2]
- IV (Schöneberger U-Bahn) Nollendorfplatz ↔ Hauptstraße[N 6]
- V Bismarckstraße[N 7] ↔ Reichskanzlerplatz[N 8] (-Stadion[N 9])
- VI Fehrbelliner Platz ↔ Thielplatz[N 10]
- VII Wittenbergplatz ↔ Uhlandstraße

Erano in costruzione due ulteriori linee: la «GN-Bahn» («Gesundbrunnen-Neukölln») da Gesundbrunnen a Leinestraße, concessa alla AEG, e la «Nord-Süd-Bahn», comunale.

### Fra le due guerre
Le prime linee (attuali U1, U2, U3 e U4) furono realizzate a sagoma ridotta ("Kleinprofil", 2,10 m di larghezza); le linee costruite successivamente alla prima guerra mondiale furono realizzate a sagoma più larga (Großprofil, 2,65 m di larghezza), con aggravio dei costi di costruzione ma aumento della capacità.
In seguito alla crisi economica del primo dopoguerra la rete passò in proprietà alla città di Berlino (che negli stessi anni si era estesa con l'annessione di città e comuni circostanti). La rete ricominciò a estendersi.
Nel 1928 fu introdotto un nuovo sistema di numerazione delle linee, basato sulle lettere alfabetiche.
Alla fine del 1930 la rete misurava 76 km di lunghezza ed era composta dalle seguenti linee:
- A I Pankow (Vinetastraße)[N 13] ↔ Ruhleben
- A II (Pankow (Vinetastraße) -) Alexanderplatz ↔ Krumme Lanke
- A III Städtische Oper (Bismarckstraße)[N 7] ↔ Wilhelmplatz[N 5]
- B I Warschauer Brücke[N 2] ↔ Hauptstraße[N 6]
- B II Warschauer Brücke ↔ Uhlandstraße
- C I Seestraße ↔ Grenzallee
- C II Seestraße ↔ Tempelhof (Südring)
- D Gesundbrunnen ↔ Leinestraße
- E Alexanderplatz ↔ Friedrichsfelde

Nel 1931 tutti i lavori per ulteriori estensioni furono bloccati a causa della nuova crisi economica; nello stesso anno morì Alfred Grenander, l'architetto che aveva progettato gran parte delle stazioni della rete.
Nel periodo nazionalsocialista venne prevista un'imponente estensione, correlata al progetto di trasformazione di Berlino nella Welthauptstadt Germania ("Germania, capitale del mondo"). Tuttavia, a causa delle difficoltà economiche, ma anche delle diverse priorità, non fu realizzato nulla.
Con lo scoppio della seconda guerra mondiale e successivamente ai vari e sempre più frequenti bombardamenti su Berlino, la rete venne continuamente danneggiata e le riparazioni, piuttosto rapide, divennero sempre più difficoltose e pressoché impossibili, fino alla chiusura del sistema il 25 aprile 1945. In quel periodo, la parte sotterranea della stazione di Friedrichstraße venne usata come rifugio da un numero incalcolabile di persone.

### Est e Ovest: 1945-1989

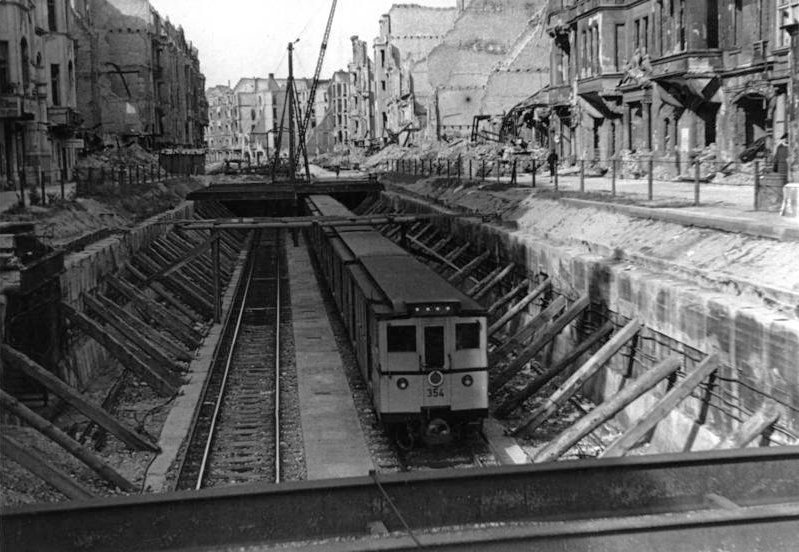
La U-Bahn nel 1946

Mappa della U+S-Bahn di Berlino Est del 1984

Nonostante gli ingenti danni alla rete, verso la fine del 1945 già 69,5 km di tracciato e 93 stazioni vennero rimessi in servizio e per il 1950 le operazioni di ripristino furono completate. Nei primi anni '50, nonostante la recente (1949) divisione della città in Berlino Est e Berlino Ovest, vennero posti agli studi dei piani per ampliare la rete e portarla a 200 km, ben oltre lo sviluppo attuale.
La divisione fisica della città, avvenuta nel 1961 a causa della costruzione del muro di Berlino, comportò di conseguenza la divisione della rete metropolitana in due tronchi autonomi. La divisione in due settori causò anche l'anomalia che vide due linee della parte ovest (U6 e U8) ricadere in parte del loro tracciato, quello centrale, nel settore orientale. Per ovviare a questa situazione, tali linee, che attraversavano anche le zone centrali di Friedrichstraße e Alexanderplatz, continuarono a funzionare previa chiusura delle stazioni ricadenti a Berlino Est, divenendo stazioni fantasma. In questo periodo alcune stazioni dell'est, conseguenzialmente al cambio toponomastico in chiave comunista di varie strade e piazze, cambiarono di nome. Oltre a quelle rimaste con la nuova toponomastica, come Rosa-Luxemburg-Platz (ex Horst-Wessel-Platz), alcune di esse cambiarono dopo la riunificazione, ad esempio Dimitroffstraße (U2) diventò Eberswalder Straße.
Durante gli anni della divisione le due reti ebbero sorti differenti: la rete di Berlino Est fu integrata con la più estesa S-Bahn e con la rete ferroviaria regionale (l'unico prolungamento, verso Hönow, fu realizzato per servire il nuovo grande quartiere di Hellersdorf e fu progettato inizialmente come linea S-Bahn); la rete della parte Ovest, già più estesa, fu ampliata notevolmente, sia per sostituire la S-Bahn (gestita dalle autorità orientali e sottoposta a un boicottaggio) come principale mezzo di trasporto cittadino, sia per servire meglio le nuove direttrici di traffico.
Le mappe della rete edite all'est non rappresentavano i settori occidentali (indicati come Westberlin), mentre quelle edite all'ovest rappresentavano l'intera città ma senza indicare la S-Bahn.
Negli ultimi anni della divisione, a Berlino Ovest venne costruita, in luogo dell'interrotta U2, una linea sperimentale di ferrovia a levitazione magnetica, battezzata M-Bahn, che costeggiava il muro presso Potsdamer Platz. Inaugurata nel 1989, venne smantellata nel 1992 per far posto alla riattivazione della U2.

### Dopo la riunificazione

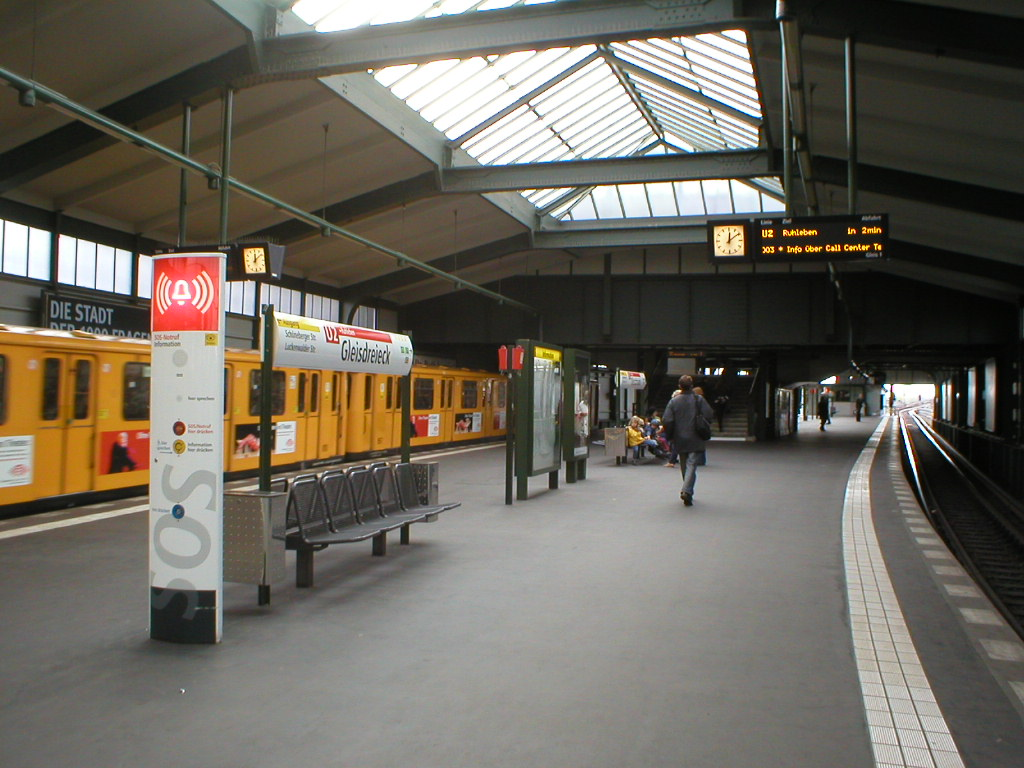
Banchine della U2 della stazione di Gleisdreieck

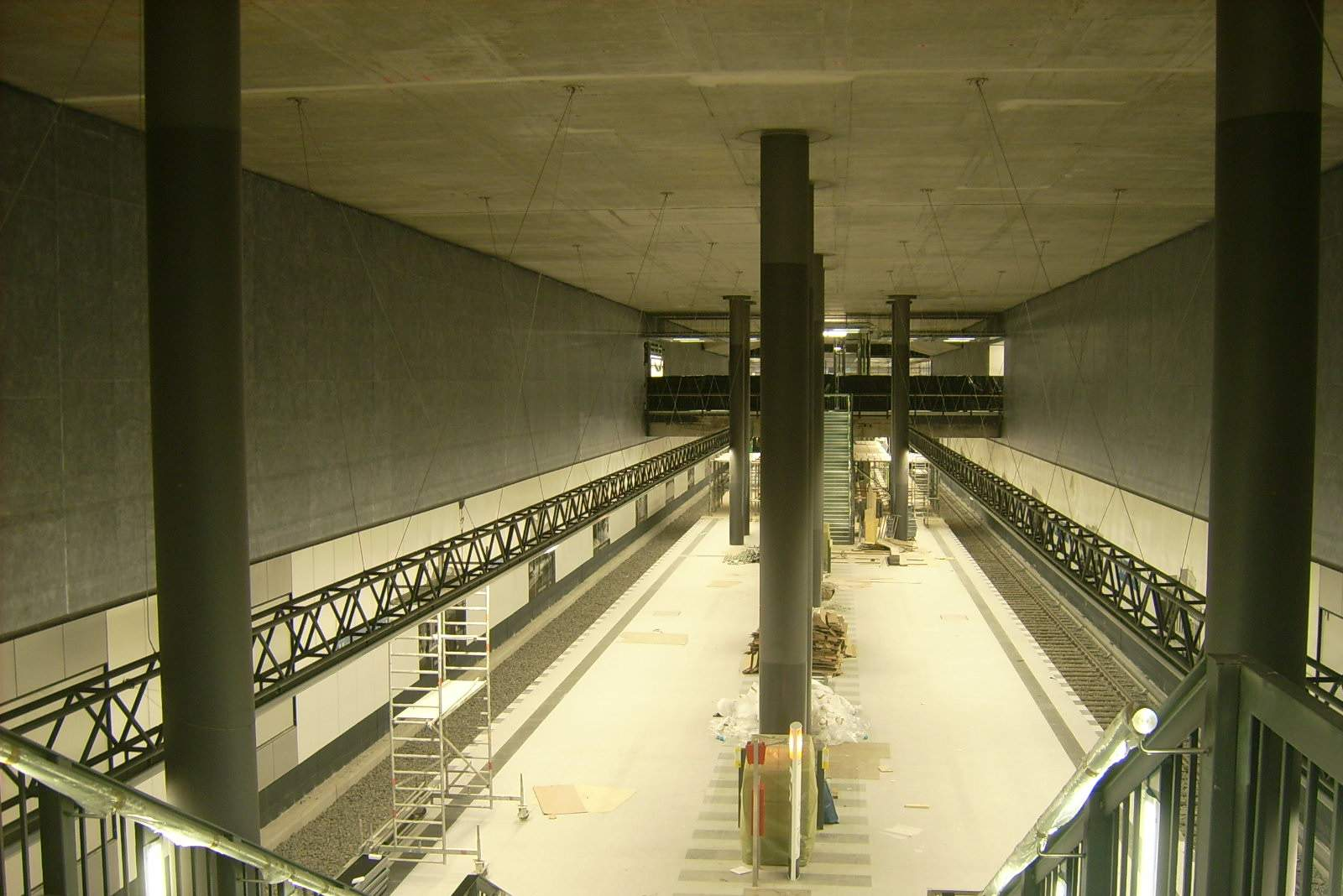
La stazione Hauptbahnhof della U55 in costruzione (2006)

Successivamente all'inizio dell'abbattimento del muro di Berlino, già l'11 novembre 1989 (appena due giorni dopo), fu riaperta l'ormai ex-stazione fantasma di Jannowitzbrücke, sita sulla U8 ma nel settore orientale.
Il 1º luglio 1990 tutte le stazioni fantasma vennero riaperte e i blocchi di frontiera rimossi. Con la riunificazione tedesca, avvenuta il 3 ottobre 1990, a Berlino iniziò anche la riunificazione della rete metropolitana, completata nel giro di pochi anni.
All'inizio degli anni 2000 vennero completati alcuni tracciati, come quello della U2 verso Pankow e vennero posti allo studio nuovi progetti per ampliare ulteriormente la rete. Sempre nello stesso periodo è iniziata anche la costruzione del prolugamento della U5, che avrebbe collegato le stazioni di Alexanderplatz e Hauptbahnhof, di cui un piccolo tratto in costruzione è stato attivo fino al 2020 come U55. Una volta unite le due linee, la stazione di Hauptbahnhof è diventata il nuovo capolinea ovest della U5.

## Rete
La rete, composta da nove linee, si estende per 155,4 km e 208 stazioni con maggiore densità nella zona occidentale della città (nella ex Berlino Ovest).
| Linea | Percorso                            | Lunghezza | Stazioni |
| ----- | ----------------------------------- | --------- | -------- |
|       | Warschauer Straße ↔ Uhlandstraße    | 8,8 km    | 13       |
|       | Pankow ↔ Ruhleben                   | 20,7 km   | 29       |
|       | Warschauer Straße ↔ Krumme Lanke    | 18,9 km   | 24       |
|       | Nollendorfplatz ↔ Innsbrucker Platz | 2,8 km    | 5        |
|       | Hönow ↔ Hauptbahnhof                | 22 km     | 26       |
|       | Alt-Tegel ↔ Alt-Mariendorf          | 19,8 km   | 29       |
|       | Rathaus Spandau ↔ Rudow             | 31,7 km   | 40       |
|       | Wittenau ↔ Hermannstraße            | 18 km     | 24       |
|       | Osloer Straße ↔ Rathaus Steglitz    | 12,5 km   | 18       |

## Galleria d'immagini

### Mappe

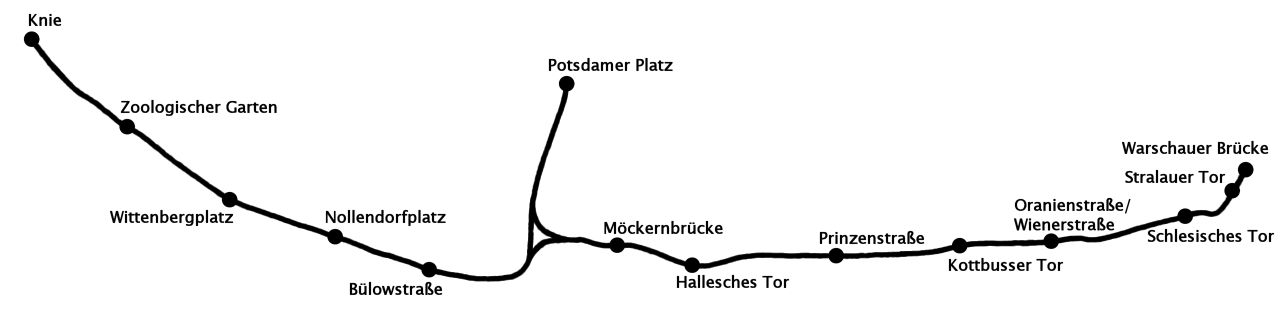
La prima tratta del 1902
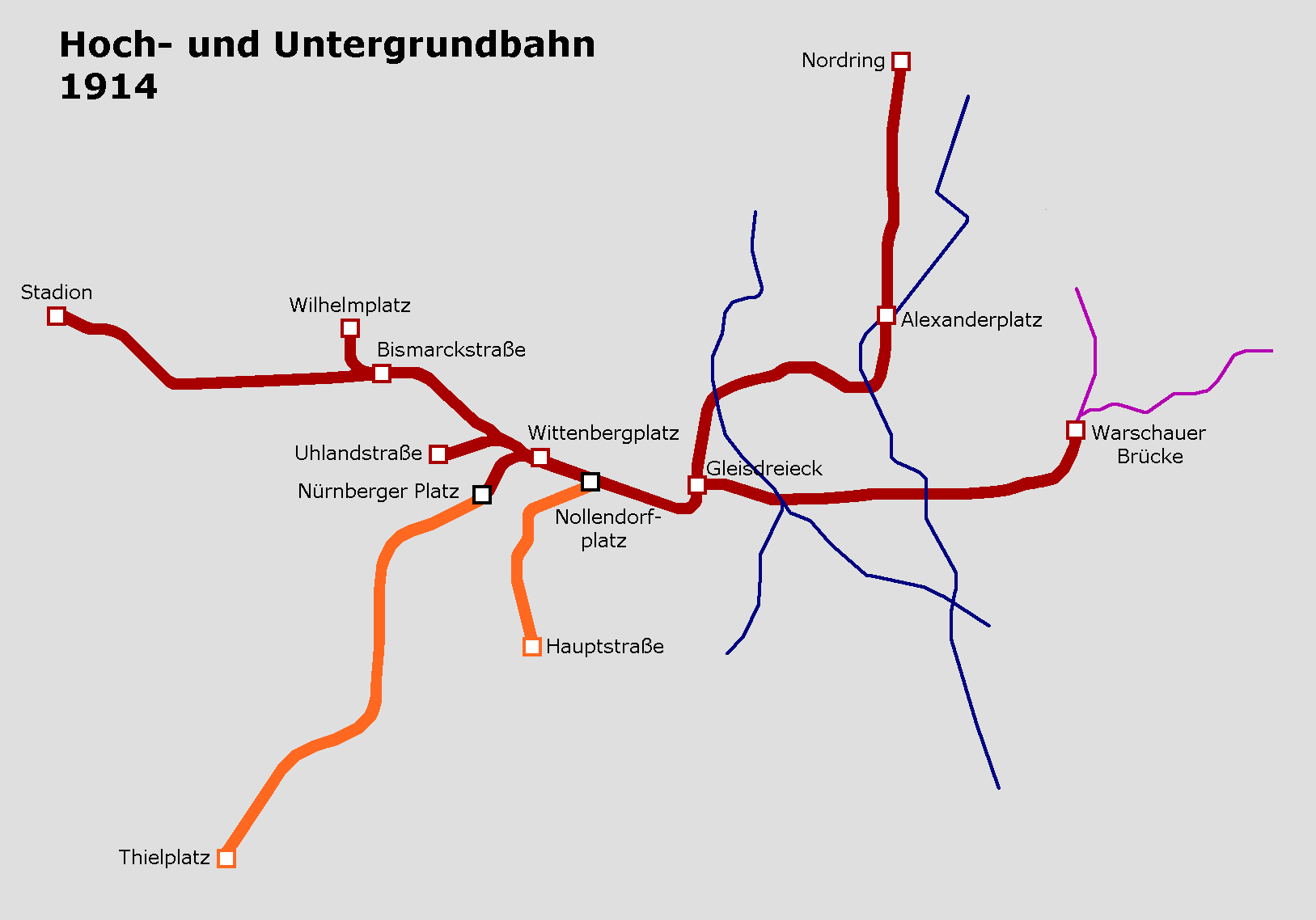
La rete nel 1914
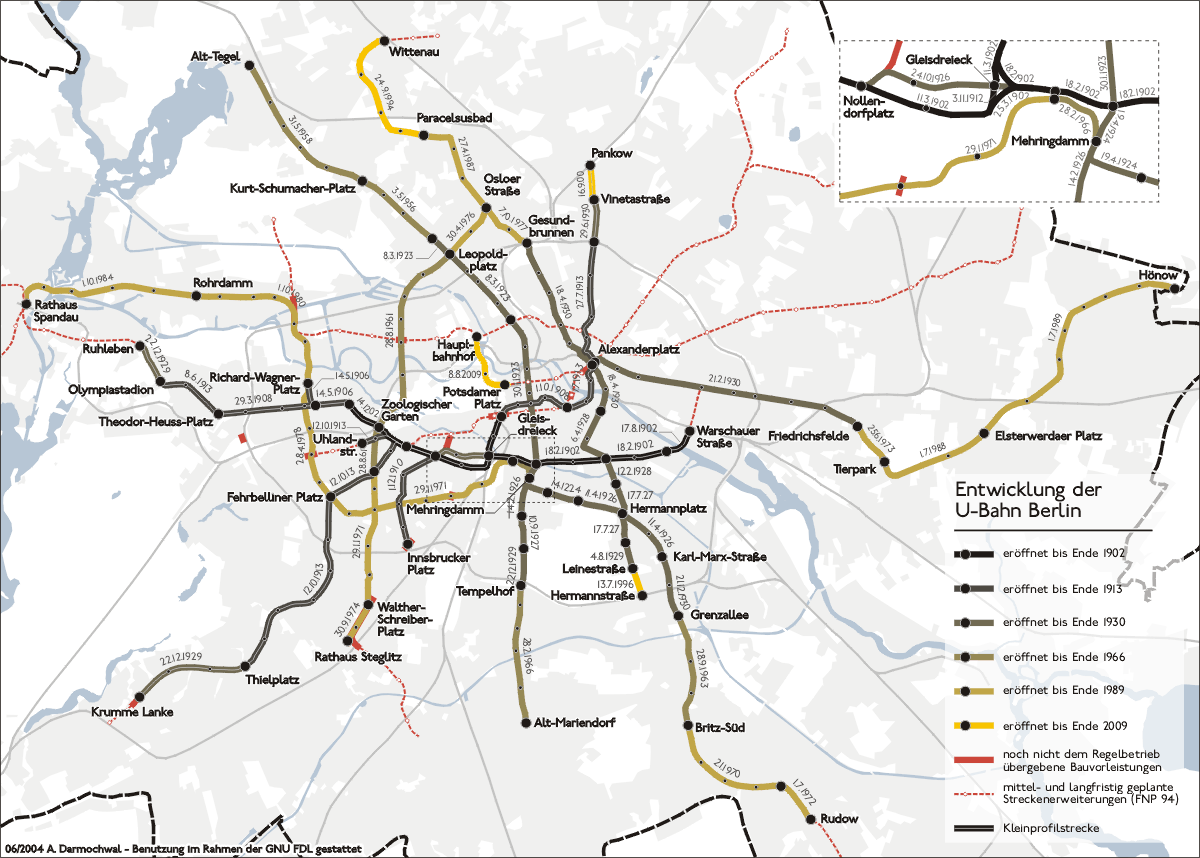
Lo sviluppo della rete dal 1902 ad oggi
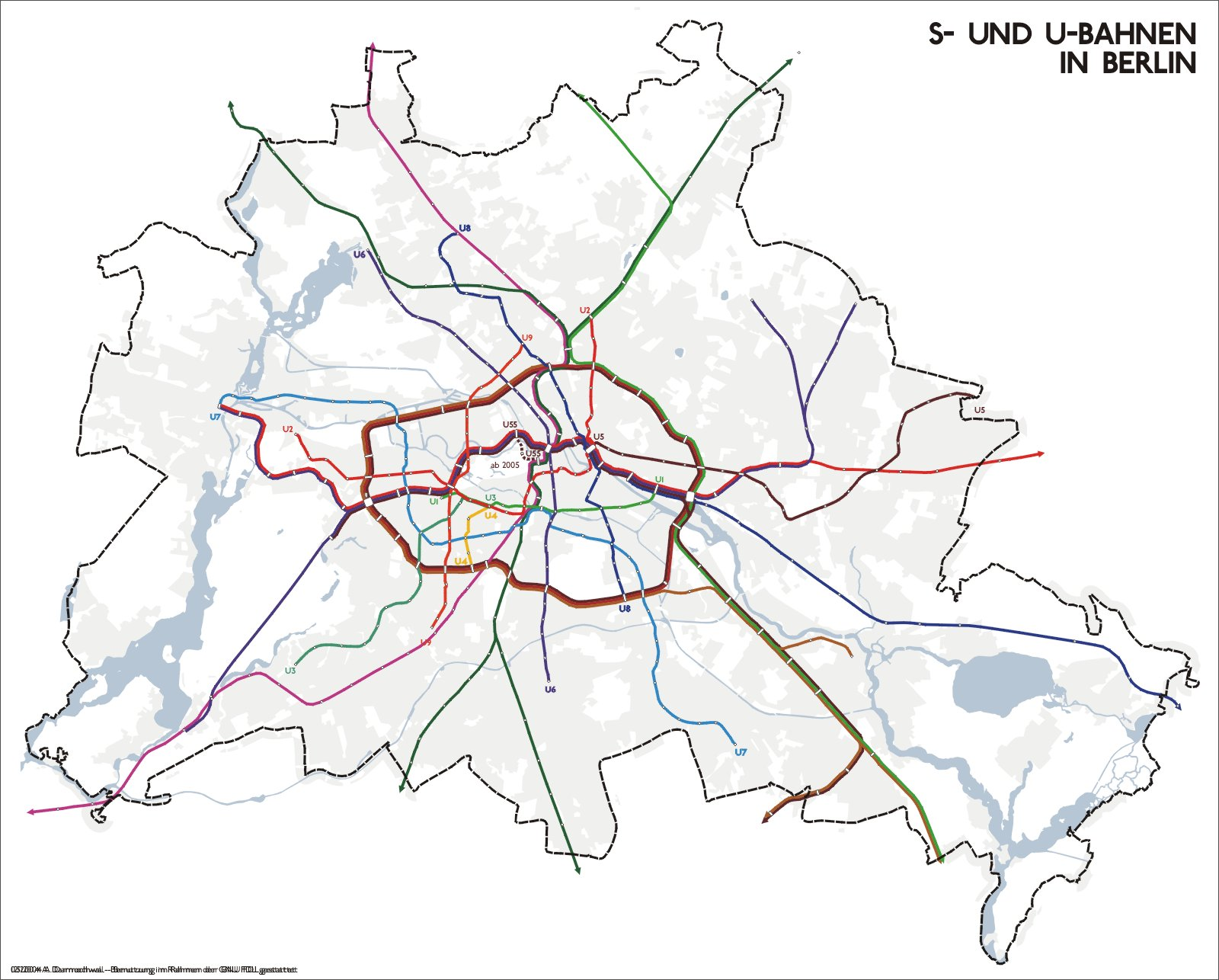
Mappa inclusiva della S-Bahn

### Immagini della rete

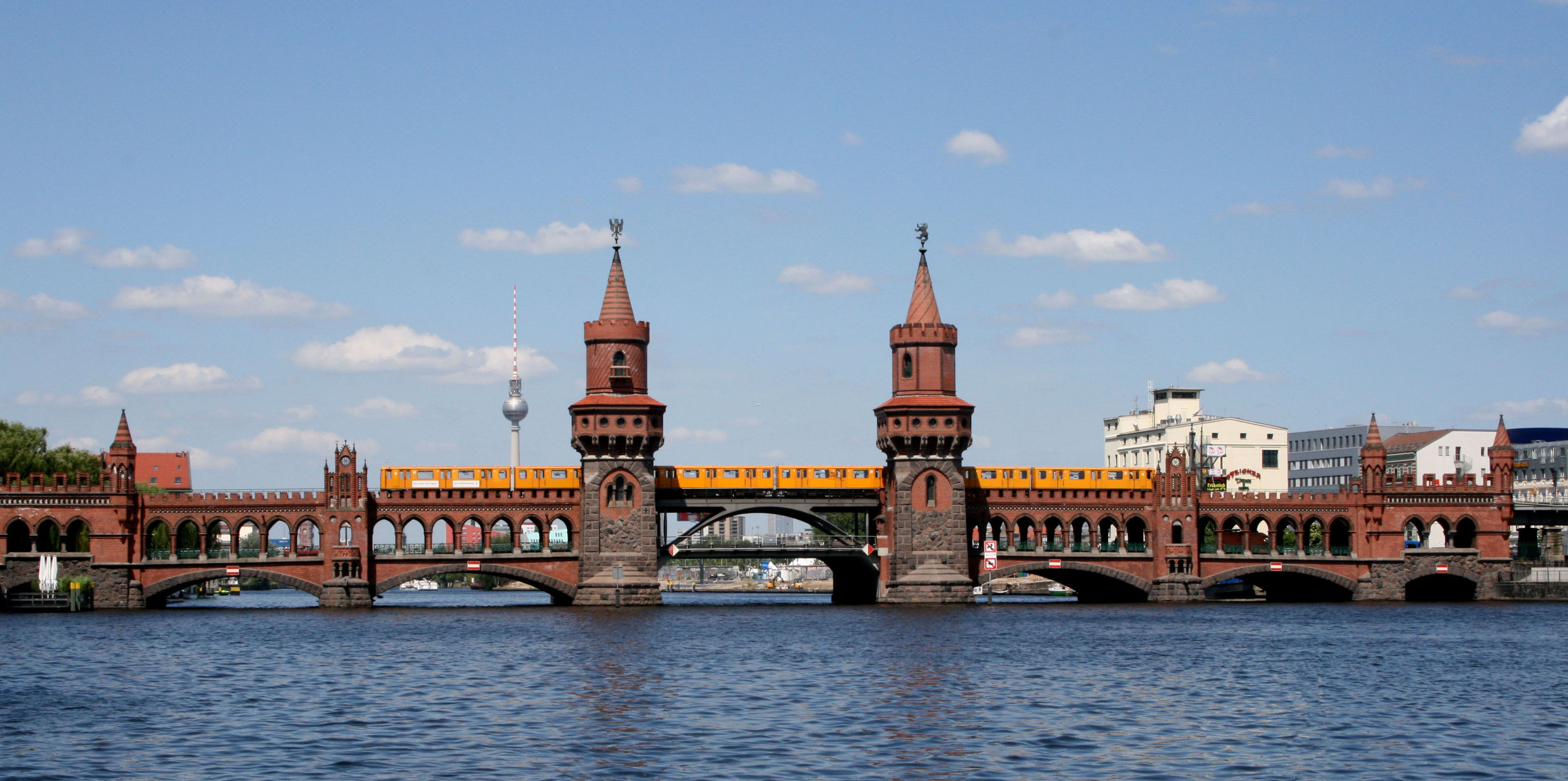
Treno della U1 all'Oberbaumbrücke
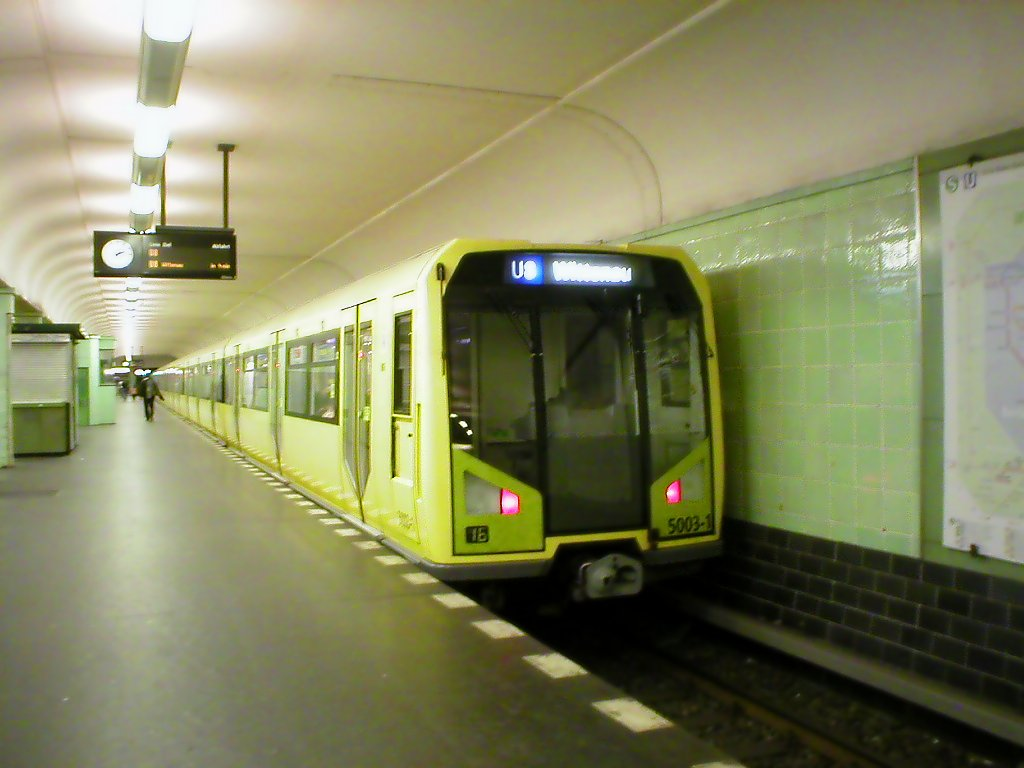
Vetture moderne di tipo H alla stazione Leinestraße (U8)
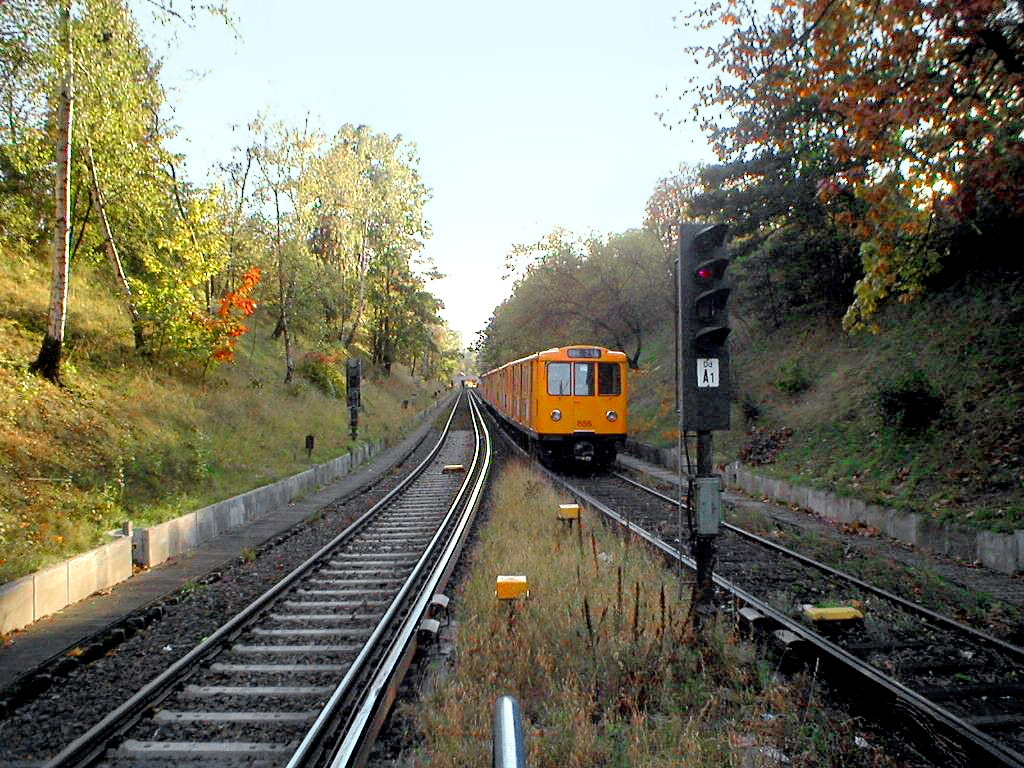
Vetture sulla U3 presso Dahlem-Dorf
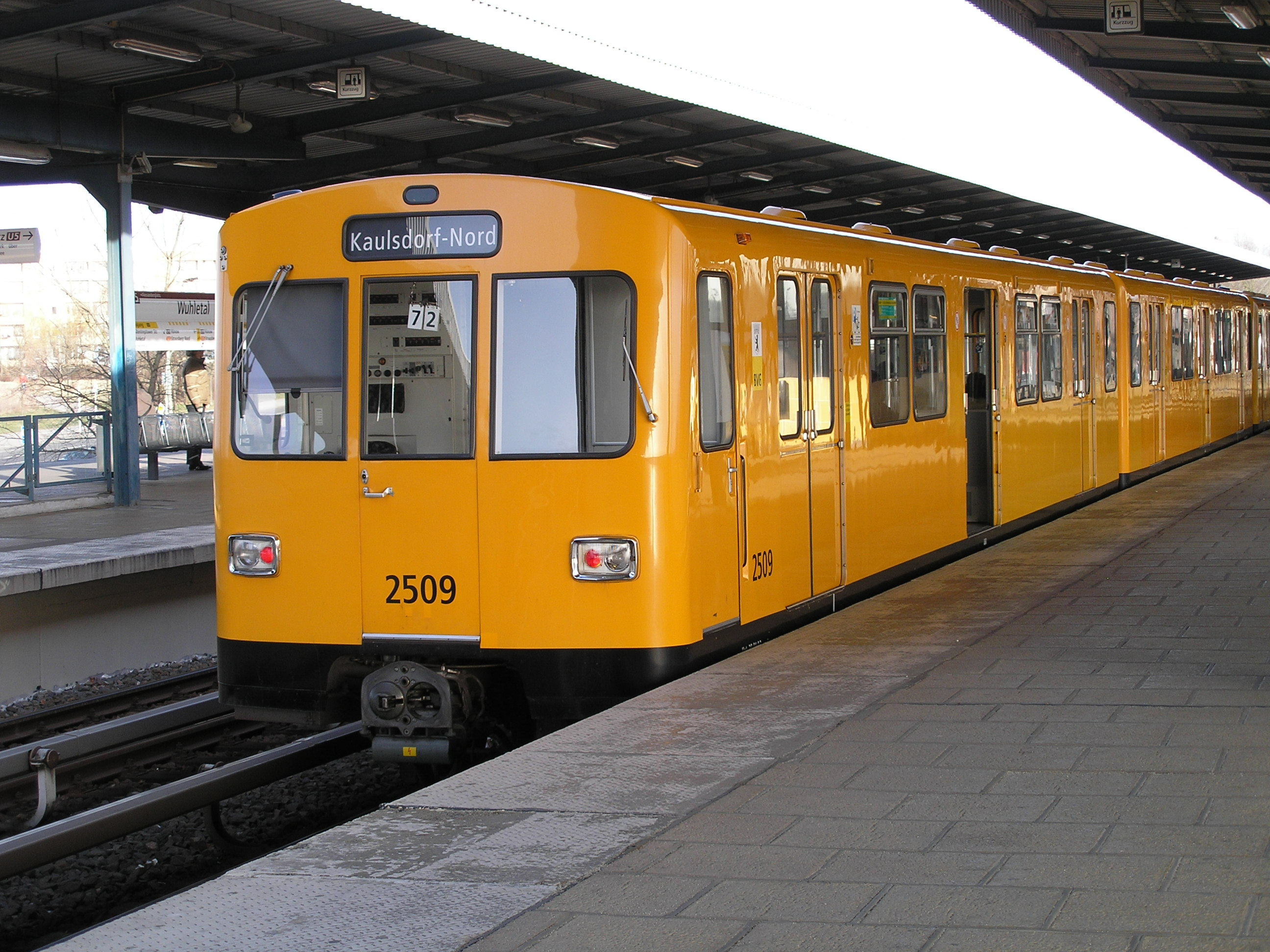
Vettura tipo BR 74 a Wuhletal, sulla linea U5

## Note

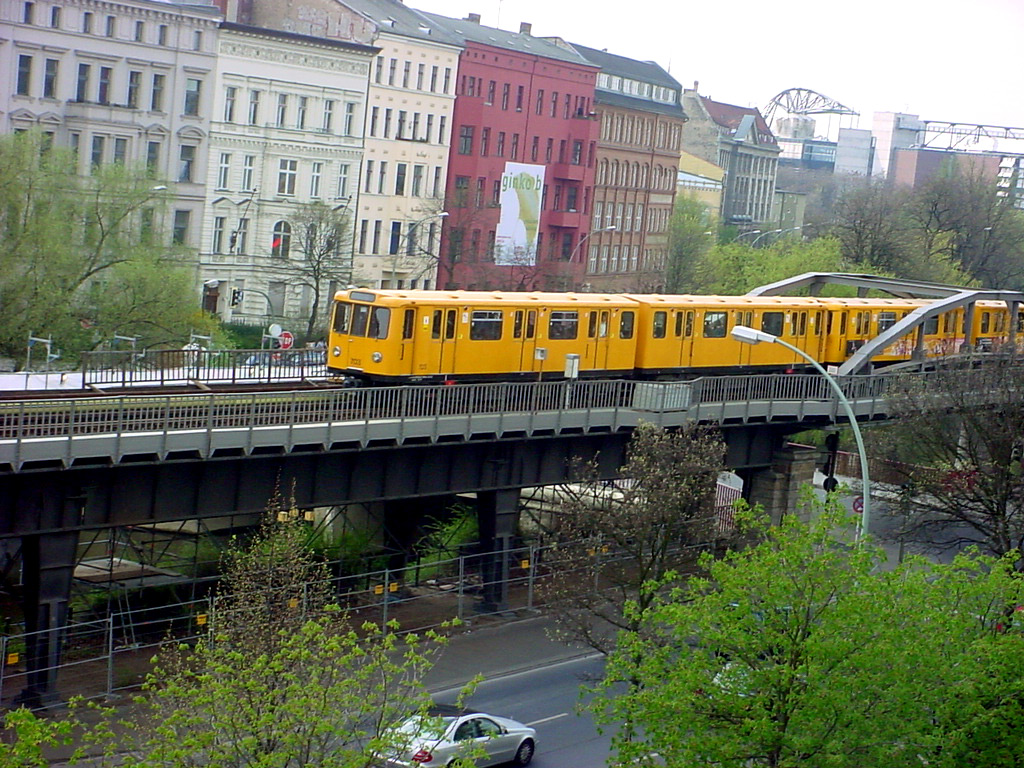
Vetture sulla U1 presso Hallesches Tor

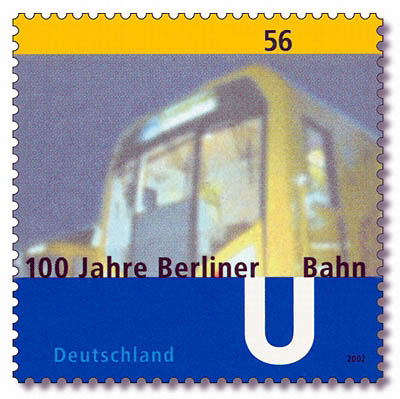
Francobollo celebrativo del centenario

### Esplicative
1. ↑  La stazione di Stralauer Thor, oggi non più esistente, era posta all'imbocco orientale della Oberbaumbrücke.
2. 1 2 3  Oggi «Warschauer Straße».
3. ↑  Oggi «Ernst-Reuter-Platz».
4. ↑  Oggi «Schönhauser Allee».
5. 1 2  Oggi «Richard-Wagner-Platz».
6. 1 2  Oggi «Innsbrucker Platz».
7. 1 2  Oggi «Deutsche Oper».
8. ↑  Oggi «Theodor-Heuss-Platz».
9. ↑  Oggi «Olympia-Stadion».
10. ↑  Oggi «Freie Universität (Thielplatz)».
11. ↑  Oggi U8.
12. ↑  Oggi U6.
13. ↑  Oggi «Vinetastraße».

### Bibliografiche
1. 1 2  World Metro Database - metrobits.org
2. ↑  Lemke e Poppel (1992), p. 54.